# Trinitat Vella (metropolitana di Barcellona)
Trinitat Vella è una stazione della linea 1 della metropolitana di Barcellona.
La stazione è situata sotto del Nus de la Trinitat nel distretto di Sant Andreu di Barcellona.
La stazione fu inaugurata nel 1983 con il prolungamento fino a Santa Coloma e nel 1992 fu ricostruita completamente per via della costruzione della Ronda de Dalt.